# Vernon Lyman Kellogg
Vernon Lyman Kellogg (Emporia, Kansas, 1867. december 1. – Hartford, Connecticut, 1937. augusztus 8.) amerikai entomológus, fejlődésbiológus és tudományos adminisztrátor. Zoológiai szakmunkákban nevének rövidítése: „L. Kellogg”.

## Élete és munkássága
Tanulmányait a Kansasi Egyetemen (University of Kansas) Francis H. Snow, a Stanford Egyetemen (Stanford University) John Henry Comstock és a németországi Lipcsei Egyetemen (Leipzig University) Rudolf Leuckart alatt végezte el.
Kellogg 1894 és 1920 között rovartani professzor volt a Stanford Egyetemen. Ez idő alatt Kellogg a rovarok rendszertanára és a rovar közgazdaságra specializálódott. Híres tanítványai között szerepel Herbert Hoover is, aki 1929 és 1933 között az Amerikai Egyesült Államok 31. elnöke volt.
1915-ben és 1916-ban, két éven keresztül Kellogg kénytelen volt megszakítani tanári karrierjét, mivel Brüsszelbe küldték, mint Hoover's humanitarian American Commission for Relief in Belgium szervezet igazgatójaként. Kellogg eleinte pacifista volt és a német főhadvezetőség, az úgynevezett Oberste Heeresleitung vezetőivel is leült vacsorázni. Azonban hamarosan kiábrándult, amikor látta, hogy a németek azt a groteszk szociáldarwinizmus fogalmát alkalmazzák céljaik eléréséhez. Ő így ír az ottani tapasztalatairól: "A német értelmiség mélyen hitt abban, hogy „a legmegfelelőbb túlélése” csak erőszakos és végzetes küzdelemben valósulhat meg.". Kellogg úgy döntött, hogy ezeket a nézeteket, csakis erőszakkal lehet visszaszorítani, emiatt felhasználta az amerikai politika elitjével tartott kapcsolatait, és sürgette az Amerikai Egyesült Államok harcba szállását az első világháborúba. A „Headquarters Nights” című könyvében, Kellogg leírja a párbeszédeket, amelyek erről a témáról szóltak..
1921-1933 között a Science Service nonprofit szervezet tagjaként szolgált.
1937-ben, 70 évesen meghalt a Connecticut állambeli Hartford városban.
A második világháború idején az USA egy teherhajót nevez el róla, SS Vernon L. Kellogg néven.

## Vernon Lyman Kellogg által alkotott és/vagy megnevezett taxonok
Azok a taxon nevek, amelyek nincsenek belinkelve, manapság csak szinonimák (az alábbi lista nem teljes).
- †Castor californicus L. Kellogg, 1911
- Dipodomys californicus trinitatus L. Kellogg, 1916 – Dipodomys californicus californicus

## Írásai
- Common injurious insects of Kansas (Lawrence University, 1892)
- With J.H. Comstock, The elements of insect anatomy; an outline for the use of students in the entomological laboratories of Cornell University and Leland Stanford Junior University (Comstock Pub. Co., Ithaca, 1895)
- With J.H. Comstock, The elements of insect anatomy (Comstock Pub. Co., Ithaca, 1899)
- A list of the biting lice (Mallophaga) taken from birds and mammals of North America (Gov’t print. off., Washington, 1899)
- With Oliver Peebles Jenkins (1850-1935), Lessons in nature study (The Whitaker & Ray Company, San Francisco, 1900)
- With David Starr Jordan, Animal Life: A First Book of Zoölogy (D. Appelton and Co., New York, 1900)
- Elementary zoology (Henry Holt and Company, New York, 1901, reedited in 1902)
- First lessons in zoology (H. Holt and Company, New York, 1903)
- With D.S. Jordan, Evolution and animal life; an elementary discussion of facts, processes, laws and theories relating to the life and evolution of animals (D. Appleton and company, New York, 1907)
- Darwinism to-day; a discussion of present-day scientific criticism of the Darwinian selection theories, together with a brief account of the principal other proposed auxiliary and alternative theories of species-forming (H. Holt and Company, New York, 1907)
- Insect stories (D. Appleton and company, New York & London, 1908, reedited in 1923)
- With D.S. Jordan, The scientific aspects of Luther Burbank’s work (A. M. Robertson, San Francisco, 1909)
- American insects (H. Holt and Company, New York, 1905, reedited in 1908)
- The animals and man (New York, H. Holt and Company, 1905, reedited in 1911)
- With Gordon Floyd Ferris (1893-1958), The Anoplura and Mallophaga of North American mammals (Stanford University, 1915)
- With Rennie Wilbur Doane (1871-1942), Elementary textbook of economic zoology and entomology (H. Holt and Company, New York, 1915) Free online version.
- With Alonzo Engelbert Taylor (1871-1949), The food problem (Macmillan Company, New York, 1917)
- Headquarters nights; a record of conversations and experiences at the headquarters of the German army in France and Belgium (The Atlantic Monthly Press,  Boston, v. 1917).
- Fighting starvation in Belgium (Page & company, New York, Doubleday, 1918)
- Herbert Hoover, the man and his work (D. Appleton and company, New York et Londres 1920)
- With des chansons de Charlotte Kellogg, Nuova : or, The new bee, a story for children of five to fifty (Houghton Mifflin, Boston et New York, v. 1920)
- Human life as the biologist sees it (H. Holt and company, New York, 1922)
- Mind and heredity (Princeton University Press, 1923)
- Evolution (D. Appleton and company, New York et Londres 1924)
- Eugenics and Militarism, presented at First International Eugenics Congress, 1912, published in Atlantic Monthly July 1913
- "Bionomics of War: Military Selection and Race Determination", Social Hygiene, 1/1 (December 1914)
- The Food Problem with Alonzo Engelbert Taylor (1871-1949), (The Macmillan company, New York, 1917)
- Germany in the War and After, New York, The Macmillan Company, 1919

## Fordítás
- Ez a szócikk részben vagy egészben  a   Vernon Lyman Kellogg című angol Wikipédia-szócikk ezen változatának fordításán alapul.  Az eredeti cikk szerkesztőit annak laptörténete sorolja fel. Ez a jelzés csupán a megfogalmazás eredetét és a szerzői jogokat jelzi, nem szolgál a cikkben szereplő információk forrásmegjelöléseként.